# Emma Miller
Pour les articles homonymes, voir Miller.
Emma Miller (26 juin 1839 - 22 janvier 1917) est une organisatrice syndicale pionnière née en Angleterre, suffragette et figure clé d'organisations qui conduisent à la fondation du Parti travailliste australien à Brisbane, Queensland, Australie.

## Jeunesse
Miller naît le 26 juin 1839 à Chesterfield, en Angleterre. C'est l'aînée de quatre enfants nés de Martha Hollingworth, et de son mari Daniel Holmes. Ses parents ont de fortes convictions unitariennes sont actifs dans le mouvement chartiste et son père l'emmène participer à des manifestations dès l'âge de quatre ans. C'est avec lui qu'elle apprend à se rebeller contre l'ordre social en place.
À l'âge de 18 ans, elle s'enfuit de la maison familiale et épouse en 1857 Jabez Mycroft Silcock, comptable. Ils ont quatre enfants ensemble mais Silcock meurt et Miller doit faire des travaux de couture pour faire vivre sa famille (12 heures par jour, 6 jours par semaine),. En 1874, Miller épouse William Calderwood, maçon et ils émigrent avec les enfants de Miller au Queensland où ils débarquent en mars 1879. Calderwood meurt l'année suivante et Miller épouse Andrew Miller à Brisbane en 1886.

## Militantisme syndical
Dans le Queensland, Miller travaille comme tailleuse de chemises pour hommes et couturière. Avec May Jordan McConnel, elle forme le premier syndicat de femmes à Brisbane, le Brisbane Women's Union, en septembre 1890, soutenue par une campagne de William Lane dans le journal Worker de Brisbane. En tant que couturière, elle témoigne à la Commission royale de 1891 sur les magasins, les usines et les ateliers, révélant au grand jour l'existence de nombreux ateliers de misère qui exploitent les travailleuses. Pendant cette période, Miller participe activement à l'Early Closing Association.
Durant les grandes grèves des années 1890, Miller soutient activement la grève des tondeurs australiens de 1891 et crée le Prisoners' Relief Fund (collecte de fonds) pour les douze meneurs grévistes arrêtés. William Lane choisit de fonder en 1892 la communauté de la Nouvelle-Australie au Paraguay sur des bases socialistes, attirant de nombreux militants syndicaux. Miller, elle, considère que Lane « se retire de la lutte » et devient membre fondatrice de l'Organisation politique des travailleurs, précurseure du Parti travailliste australien dans le Queensland. Elle est désormais surnommée « Mère Miller », car elle est devenue la figure féminine leader du mouvement ouvrier du Queensland.

## Émancipation des femmes
En 1894, Miller est membre fondatrice de la Women's Equal Franchise Association (WEFA), qui va être confrontée à une scission presque immédiatement,,. Léontine Cooper quitte le mouvement pour former la Women's Suffrage League, alléguant que la WEFA est trop proche du mouvement syndical, ce qui pourrait entraver l'émancipation des femmes. Miller persiste et est élue présidente de la WEFA jusqu'en 1905, date à laquelle le suffrage féminin est adopté, entraînant la dissolution de l'organisation. Malgré leurs désaccords, Miller, Cooper et l'Union chrétienne des femmes pour la tempérance, organisation conservatrice, militent souvent ensemble sur les questions du suffrage,.

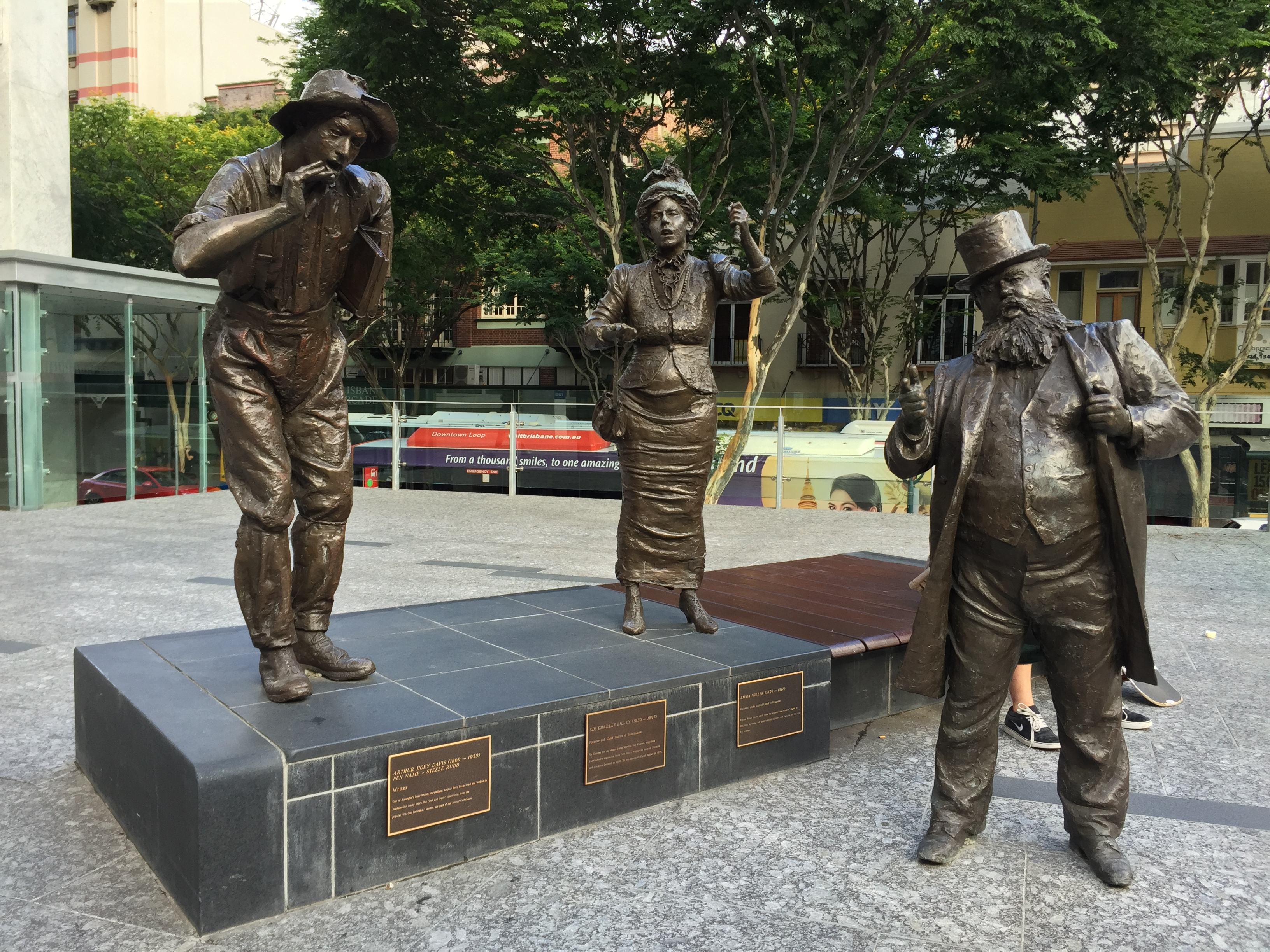
Statue d'Emma Miller à King George Square, Brisbane

Les femmes sont émancipées en vertu de la loi électorale fédérale du 9 avril 1902, devenant ainsi les premières femmes au monde à remporter le droit de voter pour un parlement national (les femmes de Nouvelle-Zélande obtiennent le droit de vote aux élections coloniales de 1893). Les membres de la Women's Equal Franchise Association font campagne activement pour que les femmes aillent voter pour les élections fédérales de décembre 1903. Pour les fédérer elles forment la Women Workers' Political Organisation avec Miller comme présidente. Après les élections fédérales, Miller démissionne de son poste et devient présidente du Political Labour Council à Brisbane. Les femmes obtiennent le droit de vote pour le parlement du Queensland le 25 janvier 1905, mais pas encore celui de se présenter au parlement. L'année suivante, Emma Miller entreprend une tournée dans l'ouest du Queensland avec le mouvement de l'Australian Workers' Union (Union des travailleurs australiens), prenant la parole lors de grands rassemblements publics et aidant à former des sections locales de la Workers' Political Organisation et de la Women Workers' Political Organisation,.

## Les années suivantes

### Grève générale de Brisbane

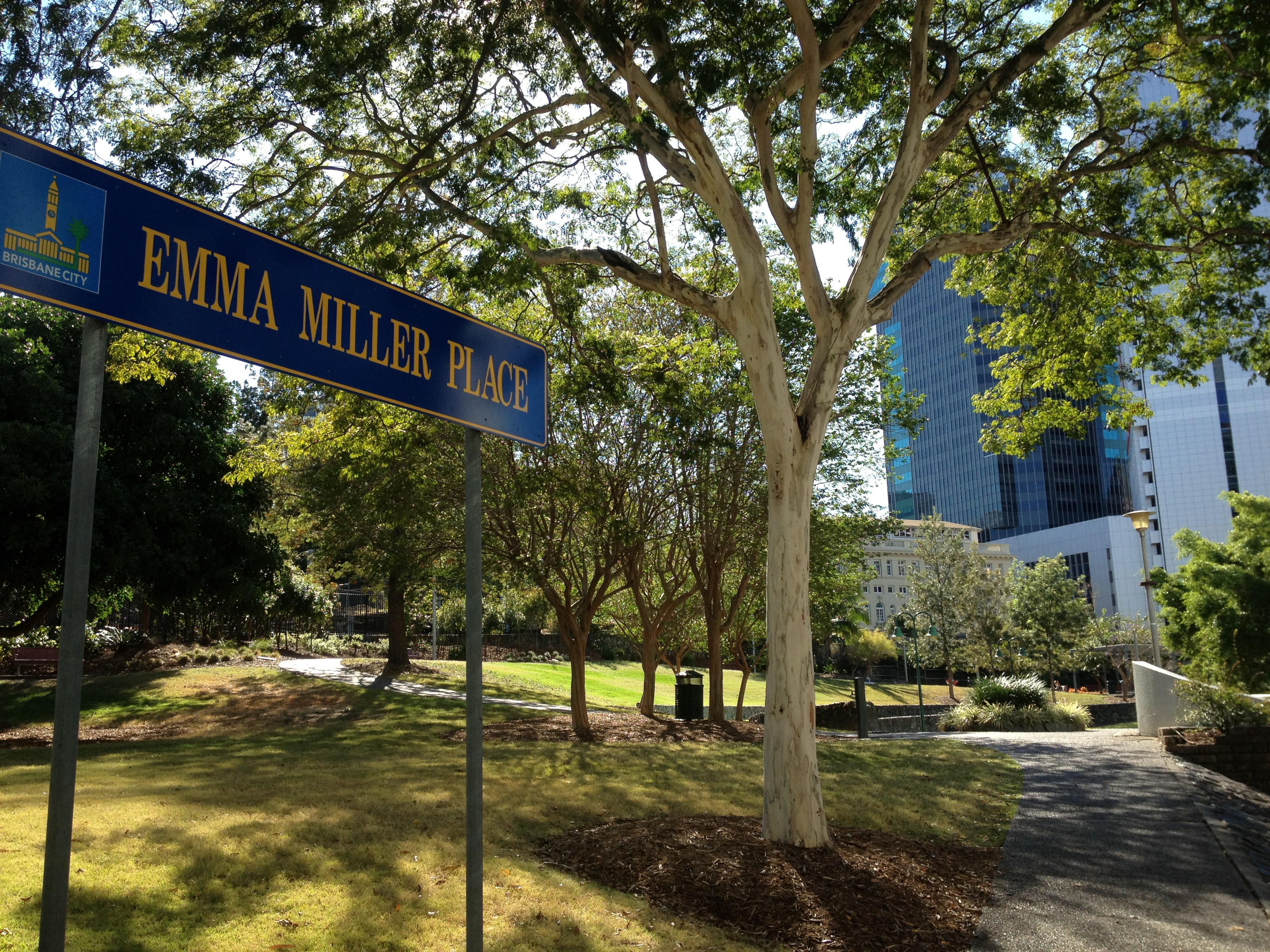
Emma Miller Place, 2013

Lors de la grève générale de Brisbane en 1912 pour le droit d'organiser des syndicats, Miller conduit un contingent de femmes au Parlement de Brisbane,. Au cours de la marche du Black Friday, les policiers chargent les manifestantes à coup de matraques et Miller enfonce son épingle à chapeau dans la croupe du cheval du commissaire de police Cahill. Celui-ci est désarçonné et blessé gravement,,.

### Armée des femmes pour la paix
Miller est aussi une militante anti-conscription au cours de la Première Guerre mondiale. Elle rejoint la Women's Peace Army et lorsque Cecilia John et Adela Pankhurst se rendent à Brisbane en 1915 elle est élue présidente. L'année suivante, elle assiste à la conférence de l'Australian Peace Alliance à Melbourne et il est raconté qu'elle harangue la Yarra Bank dont elle dénonce le militarisme, debout sur une caisse à savon. La campagne du NON contre le premier scrutin de conscription du 28 octobre 1916 est un succès, attribué par de nombreux historiens à la puissante campagne anti-conscription des femmes.

## Mort

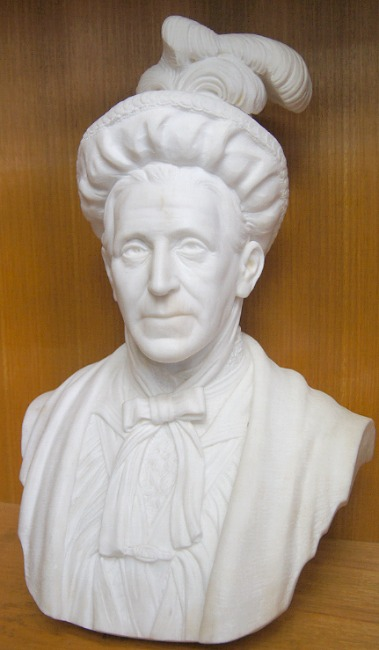
Buste de Miller tenu au Queensland Council of Unions

En janvier 1917, Miller se rend à Toowoomba pour quelques semaines de repos. Lors de sa dernière réunion publique dans les jardins botaniques de Toowoomba, elle impressionne les femmes présentes en affirmant que le « besoin de jouer un rôle dans le mouvement ouvrier est aussi important pour elles que pour les hommes ». Deux jours plus tard, Emma Miller meurt d’un cancer. Le drapeau du Brisbane Trades Hall est mis en berne pour la « mère du Parti travailliste australien ». Des funérailles d’État sont proposées, mais son fils survivant les refuse. Miller est inhumée au cimetière de Toowong, à Brisbane,.

« Elle n’était qu’une petite main – si frêle physiquement – mais elle avait le courage d’un lion et son énergie était merveilleuse... Son intellect vif, sa personnalité magnétique et surtout son merveilleux dévouement à la cause ont été une source d’inspiration continuelle [...] en tant que championne des droits des femmes, elle était sans égal [...] »

— The Worker, 25 janvier 1917

## Héritage
En août 1917, le journal Worker publie un poème en mémoire de Miller,. En 1922, un buste en marbre de James Laurence Watts la représentant, est dévoilé au Queensland Council of Unions,. Une statue est déposée sur la place King George à Brisbane et une place Emma Miller située au large de la rue Roma à Brisbane honore sa mémoire. En 1987, le Queensland Council of Unions (parti des travailleurs du Queensland) crée le prix Emma Miller, décerné chaque année aux femmes qui contribuent de façon exceptionnelle à leur syndicat,.
En 2003, l'histoire de la vie de Miller fait l'objet d'une exposition « A Lot on Her Hands », présentée par l'Australian Workers' Heritage Centre.
La circonscription électorale de Miller créée lors de la redistribution électorale de l'État du Queensland en 2017 porte son nom.

## Voir également
- Histoire du féminisme
- Liste de suffragistes et suffragettes